# Omer Létourneau
Pour les articles homonymes, voir Létourneau.
Omer Létourneau, né le 13 mars 1891  à Québec et mort dans la même ville le 14 août 1983, est un pianiste, organiste, compositeur et chef d'orchestre québécois.

## Biographie
Omer Létourneau commença l'étude du piano et de l'orgue avec Joseph-Arthur Bernier,. Dès 1907, il était organiste de la chapelle Notre-Dame de Lourdes.
En 1913, il remporta le Prix d'Europe. Ce prix lui permit de partir à Paris où il étudia l'orgue avec Louis Vierne, l'harmonie et la composition avec Félix Fourdrain. La Première Guerre mondiale l'obligea à interrompre son séjour et il revint à Québec en 1914, devenant l'année suivante organiste à Saint-Sauveur où il succéda à son maître, Joseph-Arthur Bernier,.
En 1919, il fonda la revue mensuelle "La Musique" dont il assura la direction avec Hector Faber. En novembre, il repartit pour l'Europe afin de profiter de la seconde année de séjour à laquelle le Prix d'Europe lui donnait droit. À la Schola Cantorum de Paris, il s'inscrivit dans la classe d'orgue d'Abel Decaux et suivit les cours de chant grégorien d'Amédée Gastoué, d'improvisation de Lejealle et de direction chorale de Marc de Ranse. Il revint au Québec en 1920. Omer Létourneau enseigna la musique à l'université Laval de 1925 à 1934.
En 1934, il fit l'acquisition de la maison de musique Gauvin & Courchesne dont il avait été l'un des fondateurs. Devenue la Procure générale de musique, cette maison s'occupe de distribution et aussi d'édition musicale. Son gendre, Edwin Bélanger deviendra propriétaire de la Procure générale de musique, fondée par son beau-père.
Sa femme était la sœur de la pianiste Clotilde Coulombe qui remporta le premier Prix d'Europe.
Omer Létourneau composa un grand nombre d'œuvres, parmi celles-ci, trois opérettes, Vive la Canadienne (1924), Coup d'soleil (1930) et Mam'zelle Bébé (1933), toutes trois présentées avec succès au Palais Montcalm, la cantate Dieu te garde, mon Canada (Procure générale de musique 1934), sept messes, des mélodies et des harmonisations de musiques folkloriques.  Il est l'auteur d'ouvrages théoriques, dont École de dictée musicale, Théorie de la musique (Québec 1943) et Questionnaire de la théorie musicale.
Omer Létourneau édita Violon de villanelle : chœur pour voix de femmes, Québec : Procure générale de musique enr., 1940 (1 partition : 8 pages) d'après l'œuvre du poète québécois Émile Nelligan.
Le fonds d'archives d'Omer Létourneau est conservé au centre d'archives de Québec de Bibliothèque et Archives nationales du Québec. 

## Hommages
- La rue Omer-Létourneau a été nommée en son honneur, en 2006, dans la ville de Québec.
- Une plaque "Ici vécut de la ville de Québec est présente au 339 rue Boisseau, en son honneur, pour indiquer son ancien lieu de résidence.